# 环氧大豆油
环化大豆油（Epoxidized Soybean Oil，ESBO）是大豆油环氧化反应后得到的一系列有机化合物，可用作聚氯乙烯塑料的增塑剂和稳定剂，是一种淡黄色粘稠液体。

## 制造过程

环氧亚油酸甘油酯是ESBO的主要成分。

ESBO 由大豆油通过环氧化工艺制成。多不饱和植物油被广泛用作环氧化油产品的前体，因为它们有大量的碳碳双键（碘价高）可用于环氧化。环氧基团比双键的反应性更强，从而为反应提供了一个能量更有利的场所，使油成为一种良好的盐酸清除剂和增塑剂。通常使用过氧化物或过酸来添加氧原子，并将 -C=C- 键转化为环氧基。

## 用途
储存在玻璃瓶中的食品通常用PVC制成的垫圈密封。ESBO是PVC密封垫的添加剂之一，例如当密封垫用于盖子和食品消毒时它既是增塑剂，也是PVC热降解时释放出的盐酸的清除剂。ESBO还可用于包装食品和玩具的PVC保鲜膜。

## 安全

### 食物
瑞士在2005年6月进行的一项调查显示，（在许多其他超过法定限值的增塑剂中）ESBO进入食品的迁移量为1170 mg/kg。食品和饲料快速预警系统（Rapid Alert System in Food and Feed，RASFF）也报告了欧盟食品因超过欧盟立法（EC/2002/72）规定的特定迁移限量（specific migration limit，SML）而被拒收的案例。执法当局采取措施迫使生产商遵守法定限度。

### 立法
在欧洲，与食品接触的塑料受法规（EU）10/2011监管。该法规规定，ESBO的SML为60 mg/kg。不过，因为婴儿按体重计算的食物消耗量较高，对于用于密封装有婴儿配方食品和后续配方食品（符合第2006/141/EC号指令的规定）或加工谷物食品和婴儿食品（符合第2006/125/EC号指令的规定）的玻璃罐的PVC衬垫，其SML降低到30 mg/kg。

### 毒性
欧盟食品科学委员会（Scientific Committee on Food，SCF）规定的ESBO每日容许摄入量（Tolerable Daily Intake，TDI）为1 mg/kg。这一数值是根据英国工业生物研究协会（British Industrial Biological Research Association，BIBRA）在1997年底进行的毒理学评估得出的。结果表明，反复口服会影响大鼠的肝、肾、睾丸和子宫。根据欧洲关于食品包装材料的传统规则，TDI为60 mg/kg。

## 相关
- 食品安全